# ヴェルギナ
ヴェルギナ（ギリシア語: Βεργίνα）は、ギリシャ共和国の中央マケドニア地方に属する町。テッサロニキから南西に80km、ピエリア山の山麓に位置する。人口は約2,000人。マケドニア王国の首都アイガイ（ギリシア語: Αιγαί、現代ギリシャ語の発音ではエゲ）とされる遺跡が存在し、1996年にユネスコの世界遺産に登録されている。

## 概要
1923年に締結されたローザンヌ条約によって、トルコとギリシャの間で大規模な住民交換が行われ、大量のギリシア系避難民がマケドニア地方に生じた。その人々を収容するため、幾つもの村が戦間期に建設されたが、ヴェルギナ村もそのひとつである。
1977年に町の近傍の遺跡で発見された墳墓が、ギリシャの考古学者マノリス・アンドロニコスによりピリッポス2世の墓であると主張されたことで有名となった。事の真偽はいまだ明らかとなっていないが、ヴェルギナの遺跡が考古学上重要な位置を占めていることは確かである。

## アイガイ遺跡

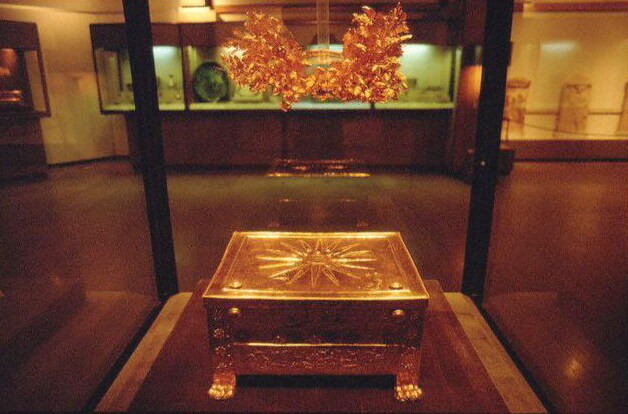
ピリッポス2世の納骨箱とされる黄金の箱

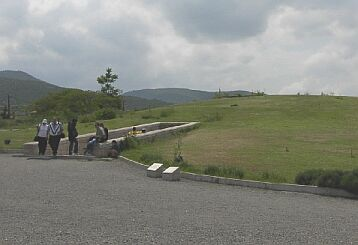
博物館への入口

遺跡の出土品から、アイガイの地に人が定住し始めたのは紀元前11世紀末頃からと推測されている。その当時の墳墓の副葬品からは南ギリシャとの交流が盛んだったことが読み取れる。紀元前650年頃に誕生したマケドニア王国の最初の根拠地としてアイガイは建設された。伝説によれば、マケドニア王家の始祖ペルディッカス1世は、デルフォイの神託に従って山羊の群れに導かれてこの地に至ったことから、王都の名を山羊（古代ギリシア語でアイゴス）にちなんでアイガイと名付けたという。
アイガイの遺跡はヴェルギナ村から東に2キロメートル離れたパラティツィア村とのちょうど中間に位置する丘陵地にある。ピエリア平野を北側に面し、南側に山地、南西側に谷に阻まれる防御に適した地にあり、北東方向に伸びた緩やかな斜面に形成されている。都市は北側の墓所と南側の市街で構成され、四方を防壁で囲っていたと見られている。南の山地にはアクロポリスが築かれ、都市部には南から宮殿と劇場、アゴラとエウクレイアの神域、公共施設、キュベレの神殿と続く。墓所部は東西3キロメートル、南北2キロメートルの範囲に先史時代のものを含め数多くの墳墓があった。
国都は前5世紀末にペラへと遷されるが、歴代の王家の埋葬地であるアイガイは、王家の祭礼が行われる場所として引き続き王国の中で重要な地位を占めた。この街でアルゲアス朝のバシレウス（君主）のピリッポス2世はパウサニアスによって殺害されたとされる。
アイガイは紀元前274年に侵攻してきたピュロス軍に属するガリア人傭兵によって略奪を受け、王墓が暴かれたと記録にある。その後ピュロス軍を駆逐したアンティゴノス2世によって墳墓地区の復旧が行われた。紀元前168年のピュドナの戦い以降アイガイは衰退し、1世紀末には放棄された。

### 発掘調査史
19世紀には、文献資料の乏しい古代マケドニアの古都アイガイの位置は全く不明であり、第一の候補地としてマケドニア地方の景勝地エデッサが有力視されていた。1861年にフランスの考古学者レオン・ユゼは、ヴェルギナで初となる遺跡の考古学調査を行い、以前から地元民の間で知られていた古代マケドニアの宮殿跡の一部を確認し、マケドニア式墳墓1基を発見した。発掘作業はマラリアの感染を恐れて中断された。
1937年にテッサロニキ・アリストテレス大学のロメオスの指揮する発掘隊が調査を再開した。さらに多くの遺物が発見されたが、1939年にイタリア王国との戦争が始まると調査は中断された。第二次世界大戦とそれに続く内戦が終結すると発掘が再開され、1950年代、1960年代には宮殿跡の全貌が明らかとなった。発掘の成果から、1968年にイギリスの古代史家N. G. L. ハモンドは、それまで主流だった「エデッサ＝アイガイ説」に異を唱え、ヴェルギナこそがアイガイであるという説を主張した。
1977年とその翌年に、テッサロニキ大学のアンドロニコスはメガリ・トゥンバと呼ばれる墳丘の発掘作業を行い、マケドニア式墳墓を3基発見した。3つの墳墓の内2基は未盗掘であり、多くの副葬品とファサードや壁画といった墳墓の外周が無傷で残されていた。アンドドロニコスはこれらの内で、最も副葬品が豊かだった第2墳墓をピリッポス2世の墓であると発表し議論が巻き起こった。現在に至るまでピリッポス2世の墓の確定には至っていないが、3基の墳墓がマケドニア王家のものであり、ヴェルギナがアイガイであることはほぼ確定となっている。さらにいくつかの王家の墳墓が1980年に発見され、アイガイ都市内の遺構の発掘も続けられている。
これらの発掘物は一時的にテッサロニキ考古学博物館に展示されていたが、1997年より、ヴェルギナに建てられた地下博物館に収められている。

## ヴェルギナの太陽

ヴェルギナの太陽

ピリッポス2世の骨を納めた納骨箱であるとアンドロニコスが断定した黄金の箱には光線を有した星の模様が描かれていた。この模様はヴェルギナの太陽と呼ばれ、古代マケドニアの象徴とされるようになった。
1991年にユーゴスラビアからマケドニア共和国が独立した際、国旗にこのヴェルギナの太陽を使用したため、ギリシャが反発し国際問題となった。「マケドニア」という名称もさることながら、ギリシャではピリッポス2世墓が発見されて以来、それを記念してヴェルギナの太陽のデザインを新聞や銀行、公共施設、硬貨など多くの場所や物でエンブレムとして利用しており、一般市民も連帯してこの問題に抗議した。1995年にマケドニアは国旗の形状を変更することに同意した。

## 世界遺産
アイガイ遺跡を含む周辺エリアは1996年にべルギナの古代遺跡(Archaeological Site of Vergina)として世界遺産（文化遺産）に登録され、2007年にエゲの古代遺跡（現在名ベルギナ）(Archaeological Site of Aigai (modern name Vergina))に名称変更された。

### 登録基準
この世界遺産は世界遺産登録基準のうち、以下の条件を満たし、登録された（以下の基準は世界遺産センター公表の登録基準からの翻訳、引用である）。
- (1) 人類の創造的才能を表現する傑作。
- (3) 現存するまたは消滅した文化的伝統または文明の、唯一のまたは少なくとも稀な証拠。